# Suchý
Suchý (en allemand : Suchy) est une commune du district de Blansko, dans la région de Moravie-du-Sud, en République tchèque. Sa population s'élevait à 454 habitants en 2020.

## Géographie
Suchý se trouve à 6 km au nord-est de Boskovice, à 18 km au nord-nord-est de Blansko, à 36 km au nord-nord-est de Brno et à 177 km à l'est-sud-est de Prague.
La commune est limitée par Benešov au nord, par Buková et Protivanov à l'est, par Žďárná au sud, et par Velenov à l'ouest.

## Histoire
La localité a été fondée en 1754.